# Andrij Bohdanov
Andrij Jevhenovyč Bohdanov (in ucraino Андрій Євгенович Богданов?; traslitterazione anglosassone: Andriy Yevhenovych Bohdanov; Kiev, 21 gennaio 1990) è un calciatore ucraino, centrocampista del Feniks-Mariupol'.

## Carriera

### Club
Ha giocato nella prima divisione ucraina, in quella greca ed in quella polacca.

### Nazionale
Ha giocato nelle nazionali giovanili ucraine Under-20 ed Under-21. Nel 2013 ha invece giocato la sua unica partita in nazionale maggiore.

## Palmarès

### Competizioni nazionali
- Supercoppa di Polonia: 1

Arka Gdynia: 2018